# Conner Huertas del Pino
Conner Huertas del Pino (Lima, 20 de diciembre de 1995) es un jugador de tenis peruano.
Huertas del Pino su ranking ATP más alto de sencillos fue el número 520, logrado el 1 de agosto de 2022. Su ranking ATP más alto de dobles fue el número 183, logrado el 6 de noviembre de 2023.
Huertas del Pino es el hermano menor del también tenista Arklon Huertas del Pino.
Se ha destacado principalmente en la modalidad de dobles. Su estilo de juego se caracteriza por un sólido saque, lo que le facilita ganar puntos con mayor facilidad. Este detalle es especialmente relevante en la modalidad de dobles, donde, además, su compañerismo ha sido clave para ganar diversos torneos con diferentes compañeros.

## Títulos Challenger; 6 (0 + 6)
| Leyenda             | Individuales | Dobles |
| ------------------- | ------------ | ------ |
| ATP Challenger Tour | 0            | 6      |

### Dobles
| N.º | Fecha                    | Torneo                     | Superficie    | Compañero               | Oponentes en la final                                | Resultado        |
| --- | ------------------------ | -------------------------- | ------------- | ----------------------- | ---------------------------------------------------- | ---------------- |
| 1.  | 8 de enero de 2022       | Challenger de Tigre        | Tierra batida | Mats Rosenkranz         | Matías Franco Descotte Facundo Díaz Acosta           | 5–6 ret.         |
| 2.  | 25 de junio de 2022      | Challenger de Buenos Aires | Tierra batida | Arklon Huertas del Pino | Matías Franco Descotte Alejo Lorenzo Lingua Lavallén | 7-5, 4-6, 11-9   |
| 3.  | 4 de noviembre de 2023   | Challenger de Guayaquil    | Tierra batida | Arklon Huertas del Pino | Luca Margaroli Santiago Rodríguez Taverna            | 6–3, 6–1         |
| 4.  | 13 de enero de 2024      | Challenger de Buenos Aires | Tierra batida | Arklon Huertas del Pino | Max Houkes Lukas Neumayer                            | 6–3, 3–6, [10–6] |
| 5.  | 21 de septiembre de 2024 | Challenger de Cali         | Tierra batida | Juan Carlos Aguilar     | Juan Sebastián Gómez Johan Alexander Rodríguez       | 5–7, 6–3, [10–7] |
| 6.  | 26 de abril de 2025      | Challenger de Tucumán      | Tierra batida | Federico Zeballos       | Luciano Emanuel Ambrogi Máximo Zeitune               | 1–6, 6–2, [10–8] |

En abril de 2025 alcanzó cinco veces consecutivas ganar tres partidos seguidos en torneos challenger viniendo de la clasificación lo que le permitió escalar hasta el top 600